# Діенн Генсел
Діенн Генсел (англ. Deeann Hansel; нар. 11 червня 1962) — колишня американська тенісистка.
Найвищу одиночну позицію світового рейтингу — 152 місце досягла 3 серпня, 1987, парну — 122 місце — 20 липня, 1987 року.

## Фінали ITF
| Легенда         |
| --------------- |
| Турніри $25,000 |
| Турніри $10,000 |

### Одиночний розряд: 3 (0–3)
| Результат | Ранг | Дата           | Турнір                            | Покриття | Суперниця        | Рахунок       |
| --------- | ---- | -------------- | --------------------------------- | -------- | ---------------- | ------------- |
| Поразка   | 1.   | 17 жовтня 1983 | Ньюкасл (Австралія), Австралія    | Трава    | Белінда Кордвелл | 1–6, 2–6      |
| Поразка   | 2.   | 31 жовтня 1983 | Tanglewood, Австралія             | Тверде   | Карен Сміт       | 3–6, 3–6      |
| Поразка   | 3.   | 11 серпня 1985 | Фріголд Тауншип (Нью-Джерсі), США | Тверде   | Керолайн Кулмен  | 6–3, 2–6, 0–6 |

### Парний розряд: 4 (1–3)
| Результат | Ранг | Дата            | Турнір             | Покриття | Партнерка            | Суперниці                    | Рахунок       |
| --------- | ---- | --------------- | ------------------ | -------- | -------------------- | ---------------------------- | ------------- |
| Поразка   | 1.   | 9 жовтня 1983   | Бендіго, Австралія | Трава    | Джеймі Каплан        | Ліса Додсон Лані Вілкокс     | 7–6, 3–6, 4–6 |
| Поразка   | 2.   | 29 вересня 1985 | Балтимор, США      | Тверде   | Керол Вотсон         | Мері Дейлі Моніка Райнах     | 5–7, 4–6      |
| Перемога  | 1.   | 27 липня 1986   | Піттсбург, США     | Тверде   | Гретхен Раш          | Стефані Лондон Ронні Рейс    | 6–1, 6–0      |
| Поразка   | 3.   | 18 січня 1987   | Маямі, США         | Тверде   | Рената Марцинковська | Черіл Джонс Рошелл Морріссон | 5–7, 6–7      |